# 北方孔雀魷
北方孔雀魷屬於小頭魷科孔雀魷屬，發現於北太平洋。
北方孔雀魷的體色呈透明至暗紫色，每條腕上具有兩排吸盤， 外套膜長度可達45 cm（18英寸）。牠們主要棲息於中層帶至半深海帶，以蝦、小型魚類（包括燈籠魚科物種）及魷魚為食。主要的天敵包括鯨魚、鯊魚及其他魷魚。